# Nolina micrantha
Espèce
Nolina micrantha est une espèce végétale de la famille des Asparagaceae. Elle pousse sur des pentes rocailleuses ou sur des sols sableux dans les états du Nouveau-Mexique et du Texas, aux États-Unis, entre 1100 et 1400 m d'altitude. 

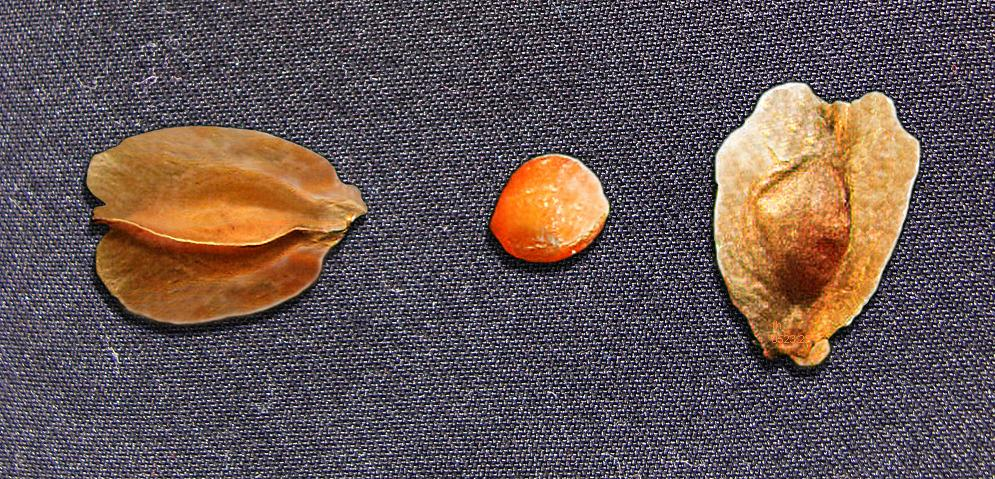
Fruits (akènes) et graine (au centre) de Nolina micrantha